# Григорівка (Веселинівська селищна громада)
Григорі́вка — село в Україні, у Вознесенському районі Миколаївської області. Населення становить 164 осіб. Входить до складу Веселинівської селищної громади.

## Населення

### Мова
Розподіл населення за рідною мовою за даними :
| Мова            | Кількість | Відсоток |
| --------------- | --------- | -------- |
| українська      | 148       | 90.24%   |
| румунська       | 7         | 4.27%    |
| російська       | 5         | 3.05%    |
| гагаузька       | 2         | 1.22%    |
| болгарська      | 1         | 0.61%    |
| інші/не вказали | 1         | 0.61%    |
| Усього          | 164       | 100%     |

## Географія
У селі бере початок Балка Гадюча.